# Herb Kolumbii
Herb Kolumbii przyjęty został 9 maja 1834 roku i nieznacznie zmodyfikowany w 1924.
Tarcza herbowa podzielona jest na trzy części. W dolnej części znajdują się dwa statki, które nawiązują do morskiej przeszłości Kolumbii (w tym do Przesmyku Panamskiego, który należał do Kolumbii, aż do 1903 roku) oraz do dwóch oceanów, do których dostęp ma Kolumbia – Atlantycki i Spokojny. W części środkowej na platynowym tle umieszczono czapkę frygijską – tradycyjny symbol wolności. Górna część przedstawia owoc granatu na lazurowym tle, który symbolizuje Wicekrólestwo Nowej Granady (dawna nazwa kolonialna Kolumbii). Po obu stronach granatu znajdują się rogi obfitości, symbolizujące bogactwa naturalne państwa. Nad tarczą znajduje się kondor wielki trzymający gałązkę oliwną oraz motto narodowe Libertad y Orden (pol. Wolność i porządek). Po obu stronach tarczy umieszczono kolumbijskie flagi.

## Historia

Herb namiestnika Nowej Granady (1717–1819)
Herb Zjednoczonych Prowincji Nowej Granady w 1814
Herb Zjednoczonych Prowincji Nowej Granady 1814–1816
Herb Wielkiej Kolumbii 1819
Herb Wielkiej Kolumbii 1820
Herb Wielkiej Kolumbii 1821–1830
Propozycja herbu Wielkiej Kolumbii
Herb Republiki Nowej Granady 1830–1834
Propozycja herbu Republiki Nowej Granady z 1833
Herb Republiki Nowej Granady w latach 1834–1858 i Konfederacji Granady w latach 1858–1861
Herb Republiki Nowej Granady z 1854
Herb Republiki Nowej Granady z grudnia 1854
Herb Stanów Zjednoczonych Kolumbii 1861–1886
Herb Republiki Kolumbii 1886–1924